# Estrela com linhas metálicas
As estrelas com linhas metálicas, também denominadas estrelas Am, são estrelas cujo espectro apresenta linhas de absorção fortes e muitas vezes variáveis de alguns metais (de onde provém m), como zinco, estrôncio, cobre, zircónio e bário, e deficiências de outros, como cálcio e/ou escândio. Estes conteúdos anómalos devem-se a que alguns elementos que absorvem melhor a luz são empurrados até à superfície, enquanto que outros se afundam devido à força da gravidade. Este efeito tem lugar somente se a velocidade de rotação é baixa.
Normalmente, as estrelas do tipo A giram depressa, mas a maior parte das estrelas Am formam parte de um sistema binário onde a rotação das duas estrelas diminuiu devido à força de maré.
A estrela com linhas metálicas mais conhecida é Sírio (α Canis Majoris). Na seguinte tabela estão algumas estrelas deste tipo, ordenadas segundo a sua magnitude aparente.
| Nome             | Designação de Bayer ou outra denominação | Magnitude aparente |
| ---------------- | ---------------------------------------- | ------------------ |
| Sirius           | α Canis Majoris                          | -1,47              |
| Cástor B         | α Geminorum B                            | +2,91              |
| Mizar B          | ζ Ursae Majoris B                        | +3,95              |
| Alfa Volantis    | α Volantis                               | +4,00              |
| Acubens A*       | α Cancri A                               | +4,25              |
| Alkurhah A       | ξ Cephei A                               | +4,26              |
| Mu Orionis Aa    | μ Orionis Aa                             | +4,31              |
| Theta1 Crucis    | θ¹ Crucis                                | +4,33              |
| Ípsilon Ophiuchi | υ Ophiuchi                               | +4,63              |
| Beta Horologii   | β Horologii                              | +4,96              |
| Alrisha B        | α Piscium B                              | +5,23              |
| Tau3 Gruis       | τ3 Gruis                                 | +5,72              |
| 24 Ursae Minoris | HD 166926                                | +5,77              |
| WW Aurigae*      | HD 46052                                 | +5,82              |

* WW Aurigae e Acubens A são estrelas binárias onde as duas componentes são estrelas Am